# Jamie Ward
Jamie John Ward (Birmingham, 12 de maio de 1986) é um futebolista profissional norte-irlandês que atua como atacante, atualmente defende o Nottingham Forest.

## Carreira
Jamie Ward fez parte do elenco da Seleção Norte-Irlandesa de Futebol da Eurocopa de 2016.